# Philippe Spinola von Bruay
Philippe Charles Spinola Graf von Bruay (* 1612 in Bruay-en-Artois; † 14. Januar 1670 in Brüssel), bekannt als Philippe Spinola, war ein Offizier in spanischen Diensten, Gouverneur von Wallonisch Flandern und Ritter des Ordens vom goldenen Vlies.

## Leben
Philippe wurde 1612 als jüngerer Sohn von Bertin Spinola von Bruay († 1618) und Claire de Ligne von Arenberg (1594–1670) geboren. Sein älterer Bruder Albert Gaston stieg im Dreißigjährigen Krieg in kaiserlichen Diensten zum General auf. Philippe trat mit 15 in das Wallonische Regiment seines Verwandten Albert de Ligne, Prinz von Barbançon, ein. Bald darauf wurde er Kommandant einer Kompanie und schließlich eines Regiments.
Im Jahr 1652 wurde er zum Sargento general befördert und 1655 zum Generalkapitän und letzten spanischen Gouverneur von Wallonisch Flandern ernannt, das als Provinz aus der Hauptstadt Lille sowie Douai und Orchies bestand. Während des Devolutionskriegs musste er Lille im August 1667 nach mehrwöchtiger Belagerung an französische Truppen unter Ludwig XIV. übergeben, der die gesamte Provinz für Frankreich eroberte. Philippe zog sich danach aus dem öffentlichen Leben zurück und starb am 14. Januar 1670 nach kurzer Krankheit.